# SIC Radical
SIC Radical és un canal de televisió temàtic portuguès. És propietat del canal privat i generalista de televisió SIC. Va ser el tercer canal temàtic obert per SIC, i pensat per ser emès per cable. Les emissions van començar el dia 23 d'abril del 2001, donant així cabuda al primer canal temàtic per a adolescent i joves adults a Portugal.
El canal és l'equivalent al 3XL de Televisió de Catalunya, i s'ha creat de forma a oferir-se en tant que alternativa amb programació que surt de la norma i del políticament incorrecte. La seva programació ha anat variant notablement al llarg dels seus anys d'emissió en antena, però sempre s'ha centrat bàsicament en l'emissió de sèries de ficció, ànime, sitcoms, britcoms, música, programes eròtics i programes d'amadors.
D'ençà els seus inicis, el canal ha hagut de fer front a diverses peticions. És l'exemple de Wrestling, programa que ha haver d'emetre's, per petició reiterada dels fans del canal que s'han anat multiplicant. Endemés, i seguint la mateixa línia de peticions, s'han emès: la sèrie Buffy, Caçadora de Vampiros, RAW, SmackDown,... que avui dia formen part de la programació habitual del canal, i que lideren les franges horàries amb percentatges de share considerablement elevats. Aquesta evolució de la programació s'ha acompanyat amb una forta ampliació l'any 2006 amb graella de PPV's, que són programes de pagament, provinents dels EUA.